# 평화의 집

적색: 한반도 군사 분계선. 북한에서 남쪽을 향해서 보았을 때 : 북한군은 북부와 남한의 중립 지대 (판문점 공동경비구역) 내의 여러 청색 건물 사이를 지킨다. 역시 대한민국군은 남쪽과 중립지대를 지킨다

평화의 집(平和--)은  6.25 전쟁의 정전 협상이 진행된  판문점(板門店)의 공동경비구역에서 남서쪽으로 130 미터 떨어진 남쪽 지역에 위치한 건물이다. 남북간의 군사 회담을 제외한 민간 부분의 회담이 진행되는 장소이며, 1989년 12월에 신규로 건축된 3층 건물이다. 남북간 민간 차원의 평화 회담을 위한 장소로서 유엔군 사령부가 관할한다. 주소는 경기도 파주시 진서면 선적리이다.
2018년 4월 27일 제3차 남북정상회담이 열린 장소이다.

## 역사

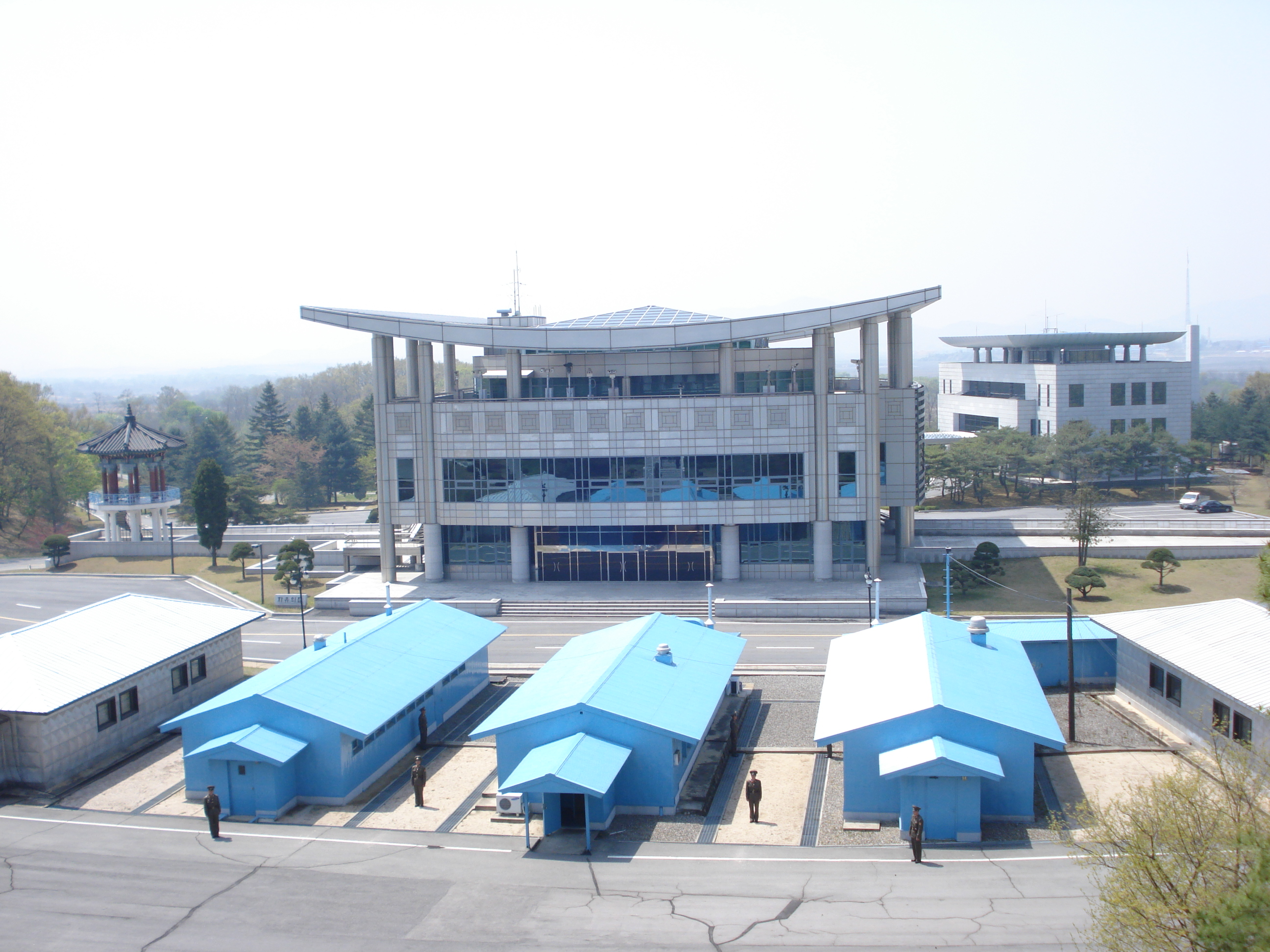
남쪽을 향해서 보았을 때 : 북한군은 북부와 남한의 중립 지대 (파문점 공동 보안 구역) 내의 여러 청색 건물 사이를 지키고있다. 바깥 뜰은 북한 군의 옷은측에 황갈색을 띤다. 회색, 한국인. 뒤쪽 : 프리덤 하우스(자유의집). 더 오른쪽 뒤 보이는 건물이 "평화의집" 이다

평화의 집은 원래 1965년 9월 30일에 만들어진 팔각정을 중심으로 좌우에 배치된 2층 건물이었다. 세월이 흘러 건물이 노후화되면서 리모델링 필요성이 제기되었고, 1988년 10월부터 공사에 들어가 1989년 12월 19일 완공되었다. 1층에는 기자실과 소회의실, 2층에는 회담장과 남북간 각각 대기실, 3층에는 대회의실 및 소회의실을 갖추었다. 또 남북회담시 회담장에 CCTV 와 마이크가 설치되어 있어서 청와대와 서울 종로구 삼청동 남북 회담 본무에 실시간으로 상황을 모니터링 할 수 있고, 북측에서는 영상없이 음성만 전해지도록 하였다.
평화의 집은 고위급 회담장으로 자주 이용되었다. 이명박 정부에서도 회담장으로 사용되었으며, 박근혜 정부 시절이던 2015년 8월에는 김관진 국가 안보실장과 황병서 군 정치국장이 서부전선 포격 사건의 해결을 위한 긴급회담 장소로 사용되었다. 문재인 정부에서는 2018년 1월 9일 고위급 회담 및 1월 17일 고위급 차관 실무 회담에서 사용되었으며, 2018년 4월 남북정상회담의 장소로 최종 확정되었다. 제 3차 남북 정상회담 장소에 대해서, 평양, 서울, 판문점을 북한에 제안한 후 북한측에서 남측 지역인 평화의 집으로 결정한 것이었다.

## 같이 보기
- 통일각
- 2018년 1차 남북정상회담
- 2018년 북미정상회담
- 남북통일
- 카투사(KATUSA), 주한미군, 주일미군
- 중립국 감시단
- 군사분계선, 공동경비구역
- 서해 북방한계선
- 자유의 집 (판문점)
- 유엔